# Merve Oflaz
Merve Oflaz (Isztambul, 1988. május 23. –) török színésznő.

## Élete és pályafutása
Isztambulban született. 2008 nyarán a Marmara Egyetem Testnevelési és Sport főiskolára nyert felvételt.
2011-ben Ayşe Hatunt alakította a Szulejmán című televíziós sorozatban.

## Filmográfia
| Alkotás                            | Év        | Szerep     | Megjegyzés            | Magyar hang  |
| ---------------------------------- | --------- | ---------- | --------------------- | ------------ |
| Yakinda                            |           | Ten        |                       |              |
| Bir Peri Masalı                    | 2022      | Ela        |                       |              |
| Şimdi Aşk                          | 2019      |            |                       |              |
| Arka Sokaklar                      | 2017–2021 | Bahar Ayan |                       |              |
| Rengarenk                          | 2016      | Saadet     |                       |              |
| Kertenkele                         | 2016      | Şenay      |                       |              |
| Eve Dönüş                          | 2015      | İpek       |                       |              |
| Survivor All-Star                  | 2015      | Kendisi    |                       |              |
| Güzel Köylü                        | 2014      | Oya        |                       |              |
| Gulyabani                          | 2014      |            |                       |              |
| Not Deften                         | 2014      | İclal      |                       |              |
| Kalbim 4 Mevsim (Szívem 4 évszaka) | 2012      | Aslı       | r.: Ilgaz Giritlioğlu |              |
| Muhteşem Yüzyıl Szulejmán          | 2011      | Ayşe Hatun |                       | Balogh Anikó |
| Survivor Kızlar - Erkekler         | 2010–2011 | Kendisi    |                       |              |
| Var Mısın Yok Musun                | 2008      | Kendisi    |                       |              |

## Reklámok
- Molped Ada Konsepti (2011–2012)
- Molped Uzay Konsepti (2012–2013)

## Fordítás
- Ez a szócikk részben vagy egészben  a   Merve Oflaz című török Wikipédia-szócikk fordításán alapul.  Az eredeti cikk szerkesztőit annak laptörténete sorolja fel. Ez a jelzés csupán a megfogalmazás eredetét és a szerzői jogokat jelzi, nem szolgál a cikkben szereplő információk forrásmegjelöléseként.